# Wielkopolskie Zrzeszenie Handlu i Usług w Poznaniu
Wielkopolskie Zrzeszenie Handlu i Usług w Poznaniu — stowarzyszenie skupiające przedsiębiorców z siedzibą w Poznaniu, założone przez kupców z terenu dzielnicy pruskiej w 1904 r.
W roku 1921 zrzeszenie zorganizowało pierwszy Targ Poznański, przekształcony po czterech latach w Międzynarodowe Targi Poznańskie. 
Z inicjatywy zrzeszenia powołano Towarzystwo Przyjaciół Wyższej Szkoły Handlowej, które doprowadziło do utworzenia w 1926 r. Wyższej Szkoły Handlowej w Poznaniu.
Stowarzyszenie doprowadziło do utworzenia w 1997 roku Wyższej Szkoły Handlu i Usług w Poznaniu.
Wielkopolskie Zrzeszenie Handlu i Usług w Poznaniu w Krajowym Rejestrze Sądowym